# Everybody Go
〈Everybody Go〉는 Kis-My-Ft2의 데뷔 싱글이다.

## 개요
결성으로부터 대략 6년 지나 CD 데뷔가 된, 일본의 남성 아이돌 그룹, Kis-My-Ft2의 데뷔 싱글이다. CD 발매의 발표는 2011년 6월 24일. 당초 5월 발매 예정이었지만, 동일본 대지진의 영향으로 연기가 되었다. 또, 가사나 곡조를 변경해, 일본에 빛을 켜, 희망을 주는 곡이 되었다. 타이완, 홍콩, 타이, 필리핀, 싱가포르, 말레이시아, 한국에서도 발매되었다.
초회 한정반A, 초회 한정반B, 통상반으로 수록곡이 다르다. Kis-My-Ft2 SHOP 한정으로 멤버별 사양, 특전 첨부 CD 《〈Everybody Go〉 Kis-My-Ft2 SHOP 한정반》에, 오리지널 특전 〈롤러 스케이트 키홀더〉, 〈메시지가 들어간 갈색 봉투〉가 붙은 스페셜반이 발매되었다.
8월 22일 자의 오리콘 주간 싱글 차트로 첫 등장 1위를 기록했다. 초동 매상은 31.6만 장으로, 데뷔곡의 첫 주 판매량으로는 KAT-TUN 〈Real Face〉(75.4만 장), 아라시 〈A·RA·SHI〉(55.7만 장)에 뒤잇는 역대 3위의 기록이 되었다.
통상반에는 빨간 자켓판과 흰색 자켓판이 있지만, 흰색에는 20P 가사 소책자가 붙어 있지만 빨강에는 없다고 하는 차이가 있다.

## 수록곡

### 초회 한정반 A
1. Everybody Go [4:42]
작사: 우에나카 죠야(THE 이나즈마 센타이) / 작곡: Samuel Waermö, Stefan Åberg, Octobar / 편곡: 나카무라 야스나리
  - Kis-My-Ft2 멤버 타마모리 유타 ( NEWS 멤버 테고시 유야와 Hey! Say! JUMP 멤버 야오토메 히카루 동기 ) 와 후지가야 타이스케와 같은 소속사 다른 그룹 Hey! Say! JUMP 멤버 야오토메 히카루 ( Kis-My-Ft2 멤버 타마모리 유타와 NEWS 멤버 테고시 유야와 동기 ) 가 출현한 TBS 계열 드라마 《미남이시네요》 주제가
2. S.O.KISS [3:50]
작사: zopp / 작곡: Steven Lee / 편곡: CHOKKAKU
3. KISS FOR U [3:43]
작사: 미노리, KOMU / 작곡·편곡: Steven Lee

DVD
1. Everybody Go -Music Video-
2. Making Movie

### 초회 한정반 B
1. Everybody Go
2. S.O.KISS
3. KISS FOR U

DVD
1. FIRE BEAT (Kis-My-Ft니 아에루de Show vol.3 at 국립 요요기 경기장 제1체육관 (2011.2.12) -Live Video-)
2. Kis-My-Calling! (Kis-My-Ft니 아에루de Show vol.3 at 국립 요요기 경기장 제1체육관 (2011.2.12) -Live Video-)
3. Bonus Movie

### 통상반
1. Everybody Go
2. S.O.KISS
3. KISS FOR U
4. 若者たち / 젊은이들 [4:29]
작사: 아이다 카쿠 / 작곡: JUNKOO, Takuya Harada, Anders Dannvik, Niclas Lundin / 편곡: CHOKKAKU

### Kis-My-Ft2 SHOP 한정반
1. Everybody Go
2. S.O.KISS